# Plaino
Plaino (in friulano Plaìn) è una frazione di 2 000 abitanti del comune di Pagnacco da cui dista circa 1,22 km.
Del comune di Pagnacco fanno parte anche le frazioni di Castellerio (1,10 km), Fontanabona (2,73 km), Lazzacco (1,35 km), Vanelis (2,61 km), Zampis (0,23 km).
Il numero in parentesi che segue ciascuna frazione indica la distanza in chilometri tra la stessa frazione e il comune di Pagnacco. 
Nonostante la recente fondazione, avvenuta nel '900, a Plaino esistevano aggregati abitativi già dal medioevo. Il nome del paese infatti deriva dalla sua caratteristica morfologica essendo una zona piana e fertile. Nel '900 si ristrutturò anche il monumento simbolo di Plaino, la chiesa della Madonna di Taviele.
Le chiese di Plaino sono tre:
- Santuario della Madonna della Tavella (via Madone di Taviele), vi si trova la "Madonna di cera", che nel 2003 ha girato l'intero paese per le case dei devoti. Si celebrano i funerali e le messe domenicali nei mesi di giugno, luglio e agosto.
- chiesa di San Floriano (piazza San Valentino)
- chiesa di Sant'Antonio (via Torreano), è la più piccola delle tre e anche la più antica.